# Karel Vašák
Karel Vašák (26 de junio de 1929 - 1 de mayo de 2015) fue un funcionario internacional y profesor de universidad checo-francés.
Vašák fue a Francia a aprender Derecho y permaneció allí tras la invasión soviética de 1968. Adquirió la nacionalidad francesa y trabajó por el Consejo de Europa en varios puestos antes de convertirse en el primer Secretario General del Instituto Internacional de Derechos Humanos en Estrasburgo, entre 1969 y 1980. Trabajó como Director de la Sección de Derechos Humanos y Paz de la Unesco y posteriormente como asesor legal de dicho organismo y de la Organización Mundial del Turismo. En 1979 propone una división de los derechos humanos en tres generaciones, inspirado en los ideales de la revolución francesa: libertad, igualdad y fraternidad.
Tuvo como antecedente el modelo de tres generaciones propuesto por Thomas H. Marshall en 1950 en su obra Ciudadanía y clase social.